# Desdemona
Desdemona är en inre måne till Uranus. Den upptäcktes via bilder tagna av Voyager 2 den 13 januari 1986 och fick den tillfälliga beteckningen S/1986 U 6. Desdemona är uppkallad efter Othellos fru i William Shakespeares pjäs Othello. Den är också betecknad Uranus X.
Månen ligger vid övre änden av en grupp månar som kallas Portiagruppen, vilken inkluderar Bianca, Cressida, Juliet, Portia, Rosalind, Cupid, Belinda och Perdita. Dessa månar har liknande banor och fotometriska egenskaper.
Få saker är kända om Desdemona utöver dess raide på 32 km, bana och geometriska albedo på cirka 0,08.
På Voyager 2:s bilder ser Desdemona ut som ett långsträckt föremål, och bilderna antyder att Desdemonas storaxel pekar mot Uranus. Förhållandet mellan axlarna i Desdemonas utbredda sfäroid är 0,6 ± 0,3. Dess yta är gråfärgad.
Desdemona kan kollidera med en av sina grannmånar, Cressida eller Juliet, inom de närmaste 100 miljoner åren.